# 瘤唇卷瓣兰
日本卷瓣兰（学名：Bulbophyllum japonicum），或稱瘤唇卷瓣兰，为兰科豆兰属下的一个种。其种加词“japonicum”意为“日本的”。